# سويلا برافرمان
سو- إلين كاسيانا «سويلا» برافرمان، محامي الملكة، (كنيتها قبل الزواج فيرنانديس؛ ولدت في 3 أبريل 1980) هي سياسية بريطانية تعمل نائبًا عامًا لإنجلترا وويلز والمحامي العام لشمال آيرلندا منذ شهر فبراير عام 2020 وكانت عضو في البرلمان عن دائرة فيرهام منذ عام 2015. وكانت تشغل منصب وزيرة الداخلية البريطانية حتى اقالتها في تاريخ 13 نوفمبر 2023 بسبب موقفها المنتقد لشرطة لندن والمظاهرات المؤيدة للفلسطينيين في غزة.
 باعتبارها عضوًا في حزب المحافظين، ترأست مجموعة البحث الأوروبية (إي آر جي) من 19 يونيو عام 2017 إلى 9 يناير عام 2018.

## نشأتها
ولدت سويلا في هارو، لندن الكبرى، ونشأ في ويمبلي. هي ابنة أوما وكريستي فرنانديز، وكلاهما من أصل هندي، هاجروا إلى بريطانيا في الستينيات. والدتها، من أصل هندوسي تاميل موريشيوس، ممرضة ومستشارة في برنت، ومرشحة حزب المحافظين لتوتنهام في الانتخابات العامة عام 2001 والانتخابات الفرعية لشرق برنت عام 2003. كان والدها من أصول مسيحية من غوان، يعمل في جمعية الإسكان. سويلا أيضا ابنة أخت ماهين كونداسامي، المفوض السامي السابق لموريشيوس لدى المملكة المتحدة.

## سيرتها المهنية السياسية

### مرشحة محافظة
في الانتخابات العامة لعام 2005، تنافست برافرمان على دائرة ليستر الشرقية، وحلت في المركز الثاني بعد كيث فاز من حزب العمال. سعت لتكون خيار حزب المحافظين في الترشح عن دائرة بيكسهيل وباتل الانتخابية، لكنها لم تنجح، واختيرت في النهاية لتكون المرشحة المحافظة عن دائرة فيرهام. سعت برافرمان أيضًا للانتخاب إلى هيئة لندن التشريعية في انتخابات الهيئة لعام 2012، حلّت رابعًا على لائحة حزب المحافظين عن لندن بكاملها. لم تنجح بالأمر، إذ انتُخب أول ثلاثة مرشحين محافظين فقط.

### النشاط البرلماني
انتُخبت برافرمان إلى مجلس العموم نائبًا للبرلمان عن دائرة فيرهام عام 2015 مع 56.1% من الأصوات وبأغلبية 22,262 صوت. قدمت خطابها الأول في 1 يونيو 2015. اهتمت بشكل خاص بالتعليم والشؤون الداخلية والعدالة وكتبت للديلي تيليغراف وبرايت بلو وآي نيوز وهافبوست وبريكست سنترال وكونسيرفاتيف هوم.
من عام 2015 إلى 2017، كانت برافرمان عضو اللجنة البرلمانية للتعليم واللجنة الفرعية للتعليم والمهارات والاقتصاد. بين نوفمبر 2015 وفبراير 2016، كانت عضو اللجنة المشتركة المعنية بمشروع قانون السلطات التحقيقية.  ترأست برافرمان المجموعة البرلمانية لجميع الأحزاب حول التثقيف المالي للشباب اليافعين من سبتمبر 2016 إلى مايو 2017. بعملها مع مؤسسة الشباب الخيرية وخبير ادخار المال مارتن لويس، قادت بحث المجموعة البرلمانية لجميع الأحزاب في عملية تقديم التثقيف المالي في المدارس وأطلقت تقريرها تحت عنوان  التعليم المالي في المدراس: عامان لإنجاز المهمة؟، الذي دعا إلى توفير ثقافة مالية أفضل في المدارس.
عملت مفوضة في لجنة مؤسسة السوق الاجتماعي حول موضوع عدم المساواة في التعليم، وهي مبادرة مشتركة بين الأحزاب تبحث في أسباب وتأثيرات عدم المساواة في المستويات التعليمية الأساسية والثانوية في إنجلترا وويلز. انضمت برافرمان إلى المشروع البرلماني الخاص بالقوات المسلحة عام 2016، وتخرجت منه عام 2017.
افتتحت برافرمان مناظرة قاعة وستمنستر في مجلس العموم حول أوجه قصور مؤسسة الخدمات الصحية الجنوبية لفرع الصحة الجنوبي وترأست الاجتماعات مع المدراء التنفيذيين للمؤسسة إلى جانب نواب عن المجموعة البرلمانية لجميع الأحزاب عن هامبشاير وجرى فيها التحقيق والبحث حول جودة رعاية الفقراء وحالات وفاة المرضى. كانت عضو هيئة تحقيق، بقيادة جمعية المستقبل البريطاني، للنظر في كيفية حماية الحكومة لحقوق مواطني الاتحاد الأوروبي في المملكة المتحدة.
أطلقت برافرمان حملة لمغادرة الاتحاد الأوروبي في استفتاء عضوية الاتحاد الاوروبي عام 2016؛ صوتت الغالبية (55%) في دائرتها الانتخابية للخروج. كانت رئيسة مجموعة البحث الأوروبي، مجموعة من نواب الحزب المحافظ مناصرة للخروج من الاتحاد الأوروبي، لحين ترقيتها إلى منصب وزراي؛ حل جايكوب ريس موغ محلها. عقب الانتخابات العامة عام 2017، عُيّنت برافرمان سكرتير برلماني خاص لوزراء الخزينة.
خلال عملية إعادة توزيع الوزراء في شهر يناير 2018، عُيّنت وكيل وزارة برلماني في وزارة البريكست. في 15 نوفمبر 2018، استقالت برافرمان في نفس اليوم الذي استقال فيه دومينيك راب، خليفة دايفس، وزيرًا للبريكست، اعتراضًا على مشروع اتفاقية الانسحاب من البريكست الخاص بتيريزا ماي وأولي روبينز، الذي أُطلق في اليوم السابق.
في شهر مارس عام 2019، انتُقدت برافرمان لقولها أننا «كمحافظين، منخرطون في معركة ضد الماركسية الثقافية». ادّعى النقاد أنها كانت تشير إلى نظرية مؤامرة معادية للسامية التي يستخدمها النازيون الجدد وناشطو اليمين البديل كوسائل للهجوم على الشعب اليهودي المنخرط في السياسة. انتُقدت من قِبل مجلس نواب اليهود البريطانيين بالإضافة إلى العديد من الجمعيات المناهضة للعنصرية. في بيان لاحق، أعلن مجلس النواب، «نعتقد أنها ليست معادية للسامية بأي شكل من الأشكال ولم تستخدم اللغة المضادة للسامية عن عمد»، ووجدنا أنها « بالتأكيد صديق جيد للمجتمع اليهودي» وأن المجلس كان «آسفًا لرؤية الضيق الذي سبّبه الأمر برمته».

### نائب عام
في عملية إعادة توزيع الوزراء في 13 فبراير 2020، عُيّنت برافرمان نائبًا عامًا عن إنجلترا وويلز ومحامي عام شمال آيرلندا، خلفًا لجيوفري كوكس الذي أُقيل من الحكومة. هي ثاني امرأة تشغل منصب النائب العام،  وأول امرأة تشغله من الحزب المحافظ.
إقالة من حقيبة الداخلية
في 13 نوفمبر 2023، أقال رئيس الوزراء البريطاني ريشي سوناك، وزيرة الداخلية سويلا برافرمان، بعد انتقادها ما اعتبرته "ازدواجية معايير" في تعامل الشرطة مع الاحتجاجات المرتبطة بحرب غزة، معتبرا تصريحاتها هددت سلطته.. سوناك فيما عُيِّن رئيس الوزراء السابق ديفيد كاميرون وزيراً للخارجية.

## وصلات خارجية
- Official website
- SuellaBraverman، وSuellaBraverman[1]على تويتر.

1. ↑   https://candidates.democracyclub.org.uk/person/6499. {{استشهاد ويب}}: |url= بحاجة لعنوان (مساعدة) والوسيط |title= غير موجود أو فارغ (من ويكي بيانات) (مساعدة)